# Moropus
Moropus (gr. "pie lento") es un género extinto de mamíferos perisodáctilos de la familia de los calicotéridos. Están emparentados con los actuales tapires, rinocerontes y  caballos.
Moropus  vivió durante en el período Mioceno hace entre 23 y 13,6 millones de años. Sus restos fósiles se han encontrado en América del Norte.

## Taxonomía
El género Moropus incluye las siguientes especies:
- Moropus distans Marsh, 1877 (especie tipo)
- Moropus elatus Marsh, 1877
- Moropus hollandi Peterson, 1913
- Moropus matthewi (Holland & Peterson, 1913)
- Moropus merriami (Holland & Peterson, 1914)
- Moropus oregonensis (Leidy, 1873)
- Moropus senex Marsh, 1877